# Guifette moustac
Chlidonias hybrida
Espèce
Statut de conservation UICN

 LC  : Préoccupation mineure
La Guifette moustac (Chlidonias hybrida) est une espèce d'oiseaux de la famille des Laridae. C'est la plus grande des guifettes.

## Description et biologie
Cette espèce atteint une taille de 29 cm et une envergure de 64 à 70 cm pour un poids de 80 à 95 g.
En été le bec est rouge, la tête est noire sur le dessus, blanche sur les côtés et le reste est gris plus ou moins sombre. En hiver les couleurs tirent vers le blanc et le bec devient noir.
Elle peut être confondue avec la Sterne pierregarin en automne et en hiver. En été, son plumage est unique et l'on remarque notamment la blancheur de la joue mise en valeur par la calotte noire et le dessous gris.

### Nourriture
Cet oiseau capture de petits poissons, des insectes et des crustacés à la surface de l'eau.

### Reproduction

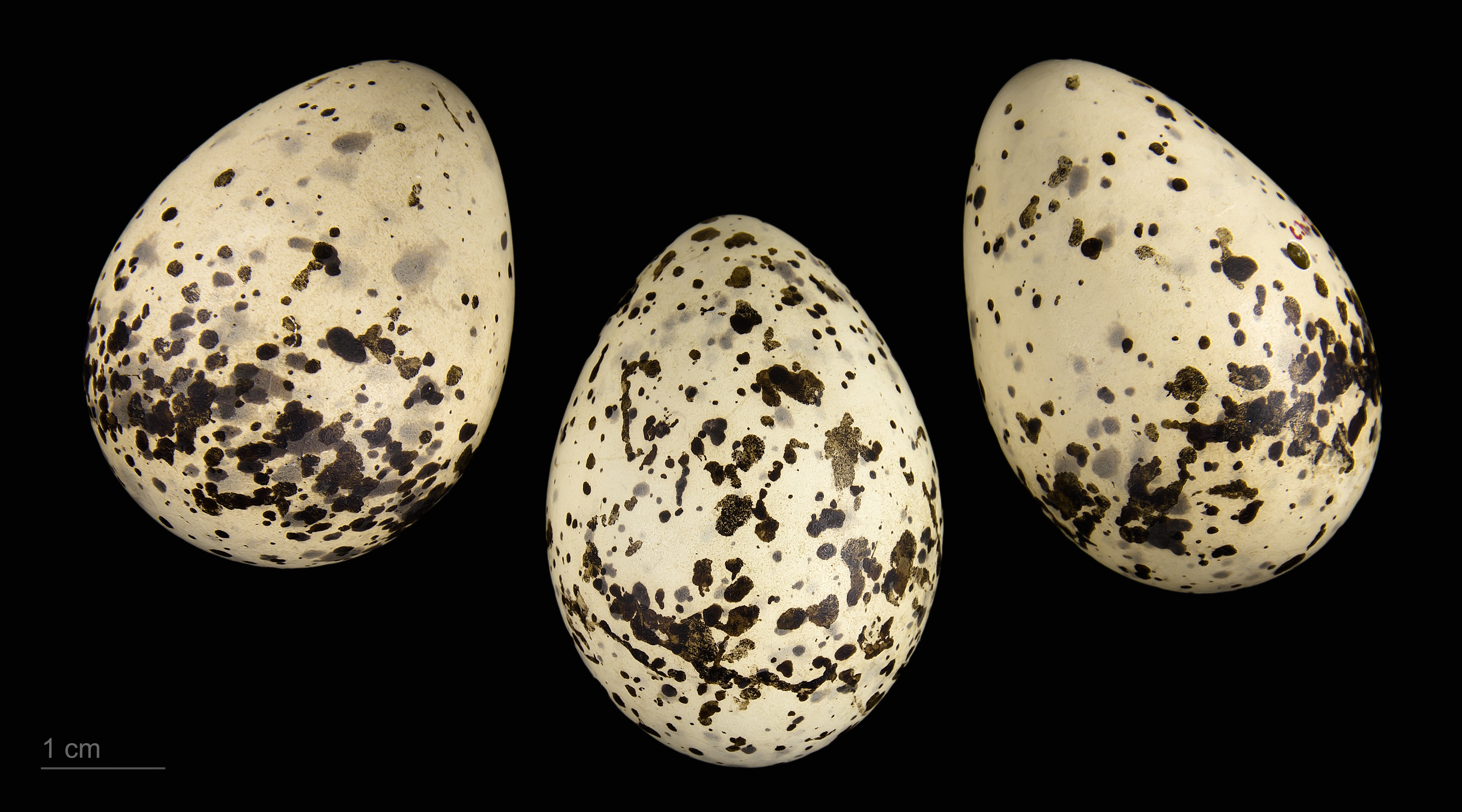
Œufs de Chlidonias hybrida - Muséum de Toulouse

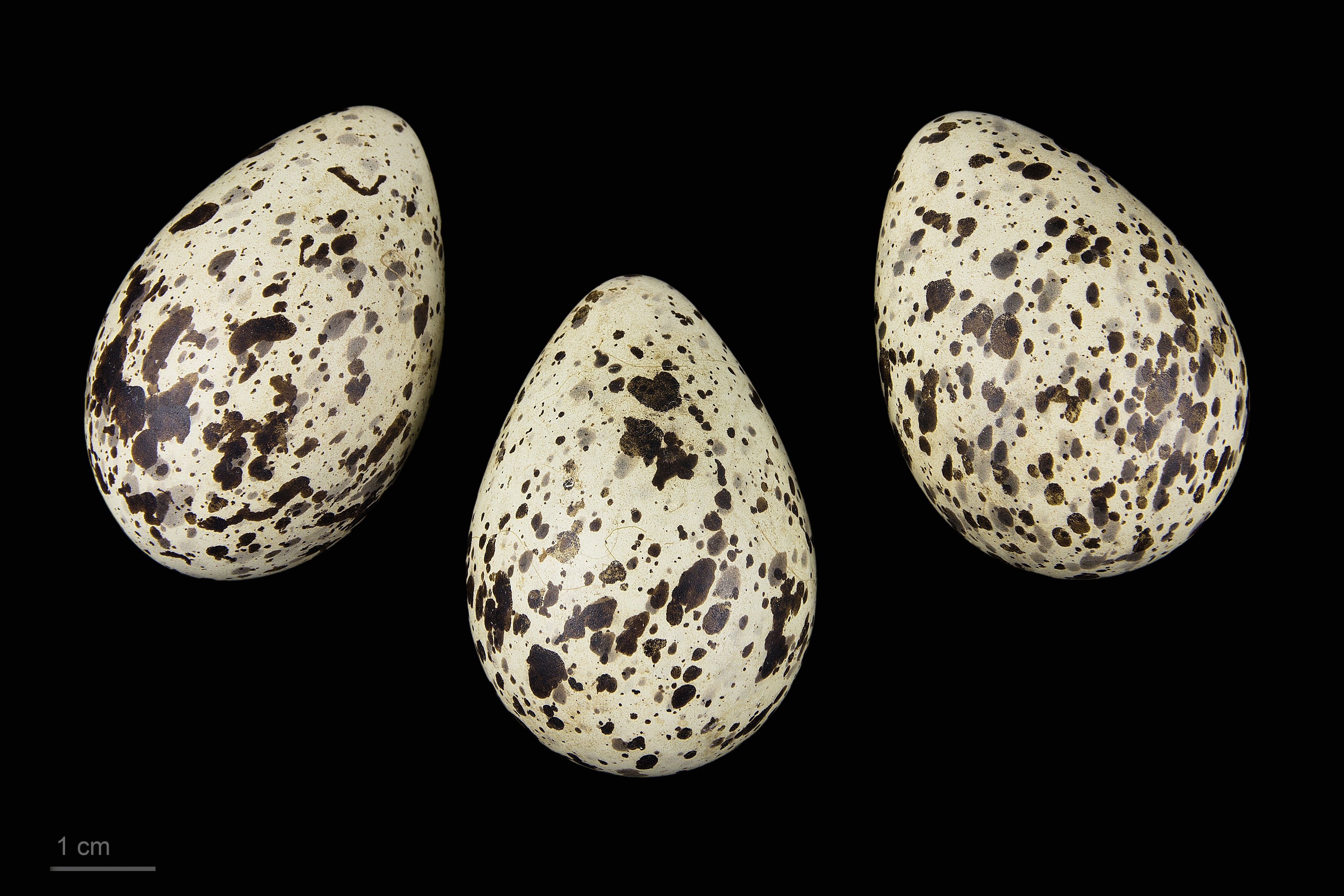
œufs de Chlidonias hybrida hybrida - Muséum de Toulouse

Les principaux sites de reproduction français par ordre décroissant sont : la Dombes, la Brenne, le lac de Grand-Lieu, la Sologne, le Forez et la Brière.
L'espèce niche sur un amas de végétaux à demi flottant. Trois œufs sont déposés en une seule ponte de mai à juin.

## Répartition
Cette espèce migratrice se rencontre selon les saisons dans de très nombreux pays : de l'ensemble de l'Afrique (hors déserts) jusqu'à la moitié sud de l'Europe (où sa répartition est plus parcellaire à l'ouest), et de l'Australie jusqu'en Chine à l'est, avec une large bande entre les deux allant de la Thaïlande à l'Ukraine.

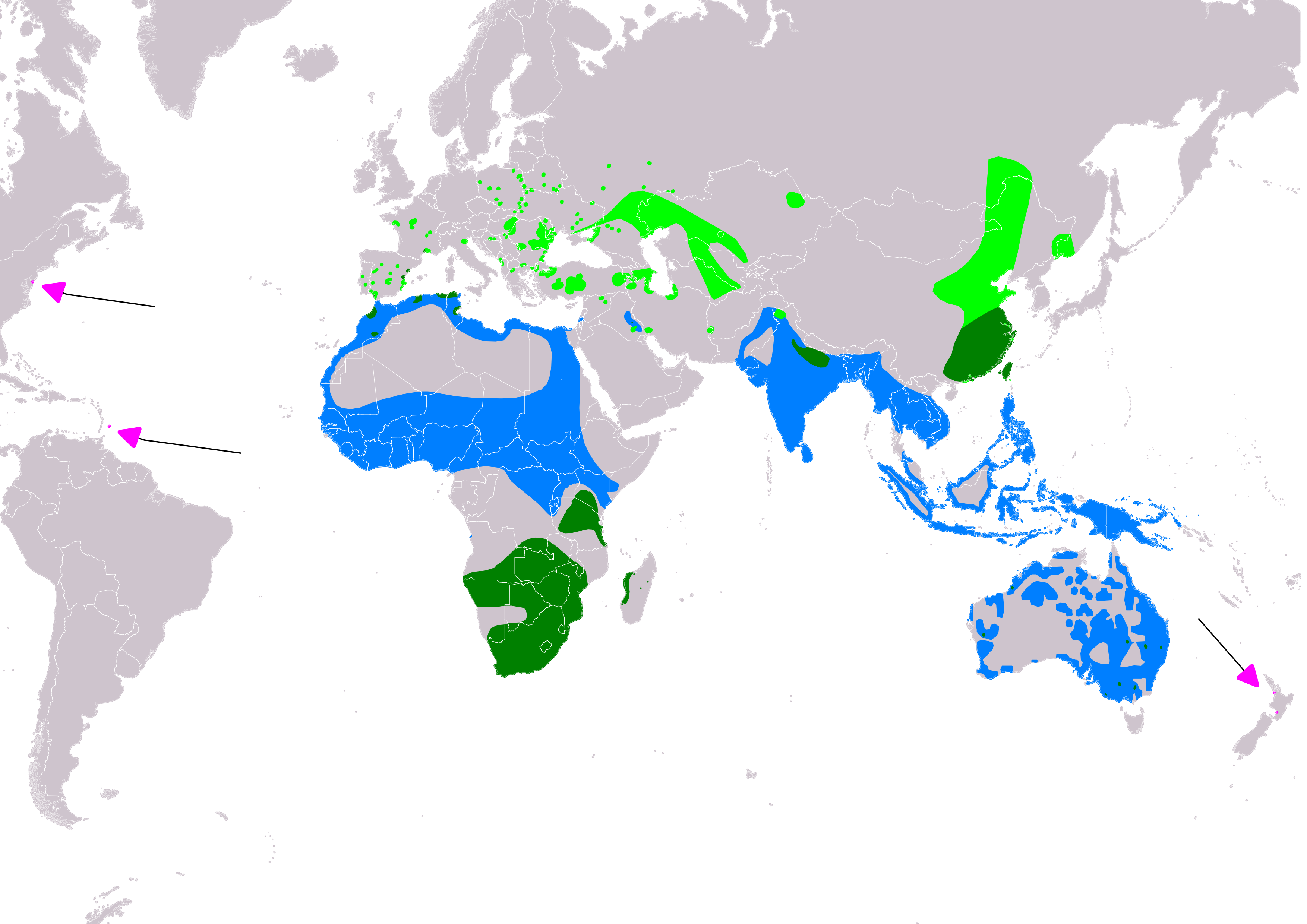
Zones de reproduction
Présent toute l'année
Zones d'hivernation
Incursions (saisonnalité incertaine)

## Menaces et protections

### France
En France cette espèce est considérée comme nicheur vulnérable (VU), menacée principalement par la destruction de son habitat (zones humides),.

## Sous-espèces
D'après la classification de référence (version 14.1, 2024) de l'Union internationale des ornithologues, la Guifette moustac possède 3 sous-espèces (ordre philogénique) :
- Chlidonias hybrida hybrida (Pallas, 1811) : niche du Nord-Ouest de l'Afrique et au centre et au Sud de l'Europe au Sud-Est de la Sibérie, Est de la Chine, au Pakistan et au Nord de l'Inde ; hiverne de l'Afrique et en Asie du Sud et du Sud-Est à la péninsule malaise, Célèbes et les Philippines ;
- Chlidonias hybrida delalandii (Mathews, 1912) : réside au Sud et à l'Est de l'Afrique et à Madagascar ;
- Chlidonias hybrida javanicus (Horsfield, 1821) : niche en Australie ; hiverne du Nord de l'Australie à la Nouvelle Guinée, les îles de la Sonde et les Philippines.

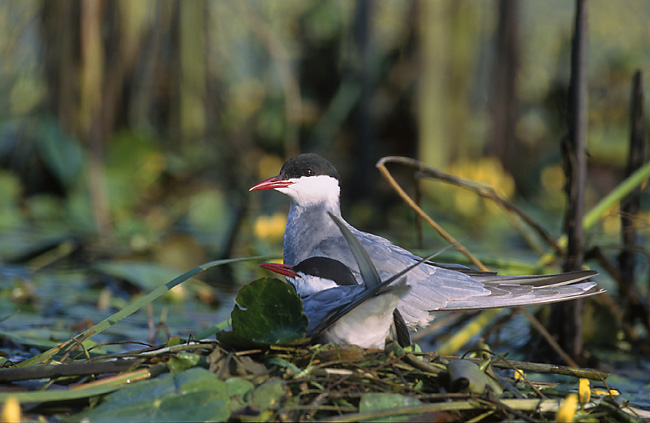
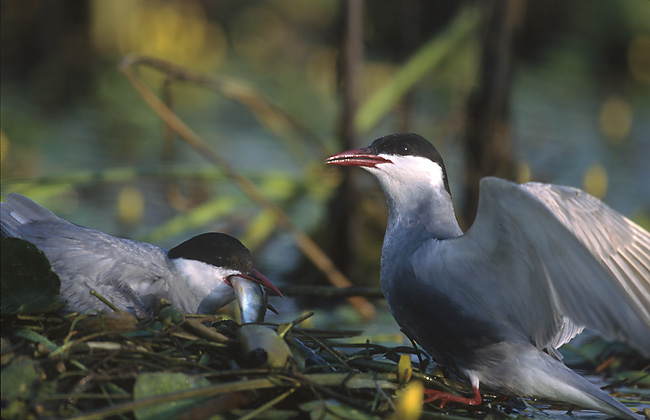
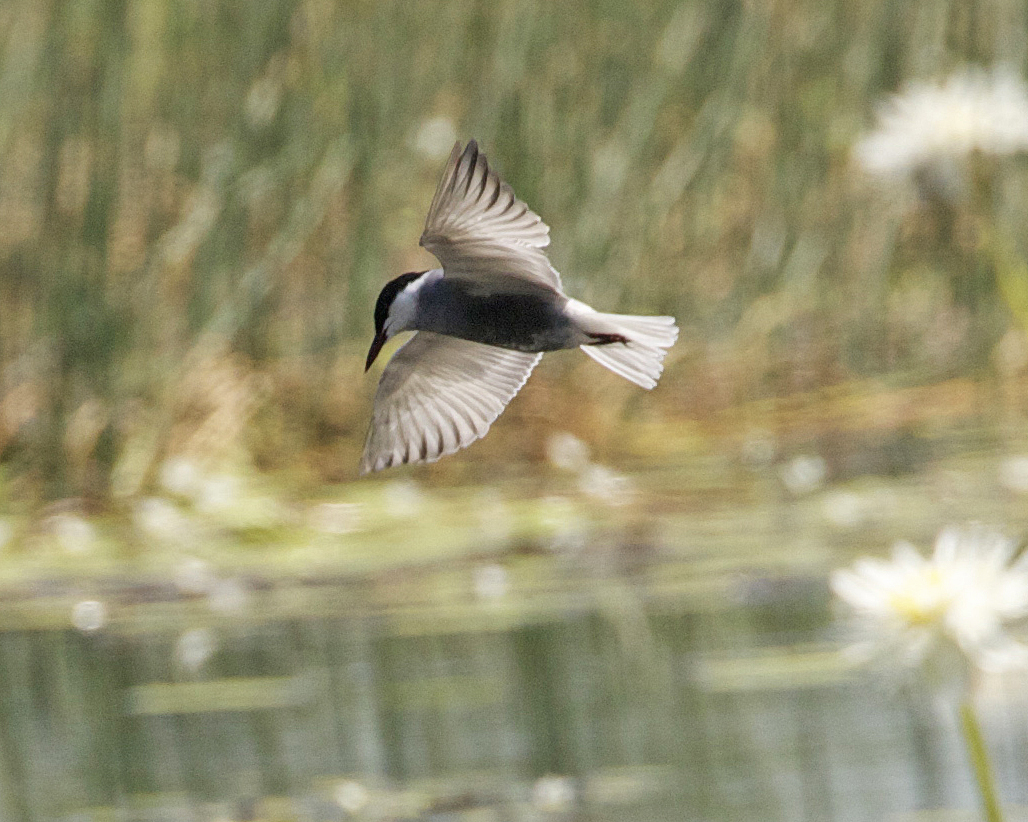
Guifette moustac (sous-espèce C. h. javanicus)